# 気球に乗って五週間
『気球に乗って五週間』（ききゅうにのってごしゅうかん、Cinq semaines en ballon ）は、
1863年に刊行されたジュール・ヴェルヌの長編冒険小説。原題はCinq semaines en ballon: voyage de découvertes en afrique par trois anglais（気球に乗って五週間 - 三人のイギリス人によるアフリカ探検の旅）。題名の通り三人のイギリス人を主人公に、気球によるアフリカ探検（特に、当時は未知であったナイル川の源流探索）が描かれる。
ヴェルヌ34歳の作品で、巨大な熱気球を建造していた写真家ナダールと知り合い、それに触発されて本作を書き上げたとされるものの、確かではない。そもそもナダールが気球・巨人号を打ち上げる計画を立てたのは『気球に乗って五週間』の刊行後であり、ヴェルヌがナダールと知り合ったのもおそらくその頃のことである。ナダールの気球の方は失敗に終わったものの、ヴェルヌは本作の成功により一躍人気作家の仲間入りを果たした。

## あらすじ

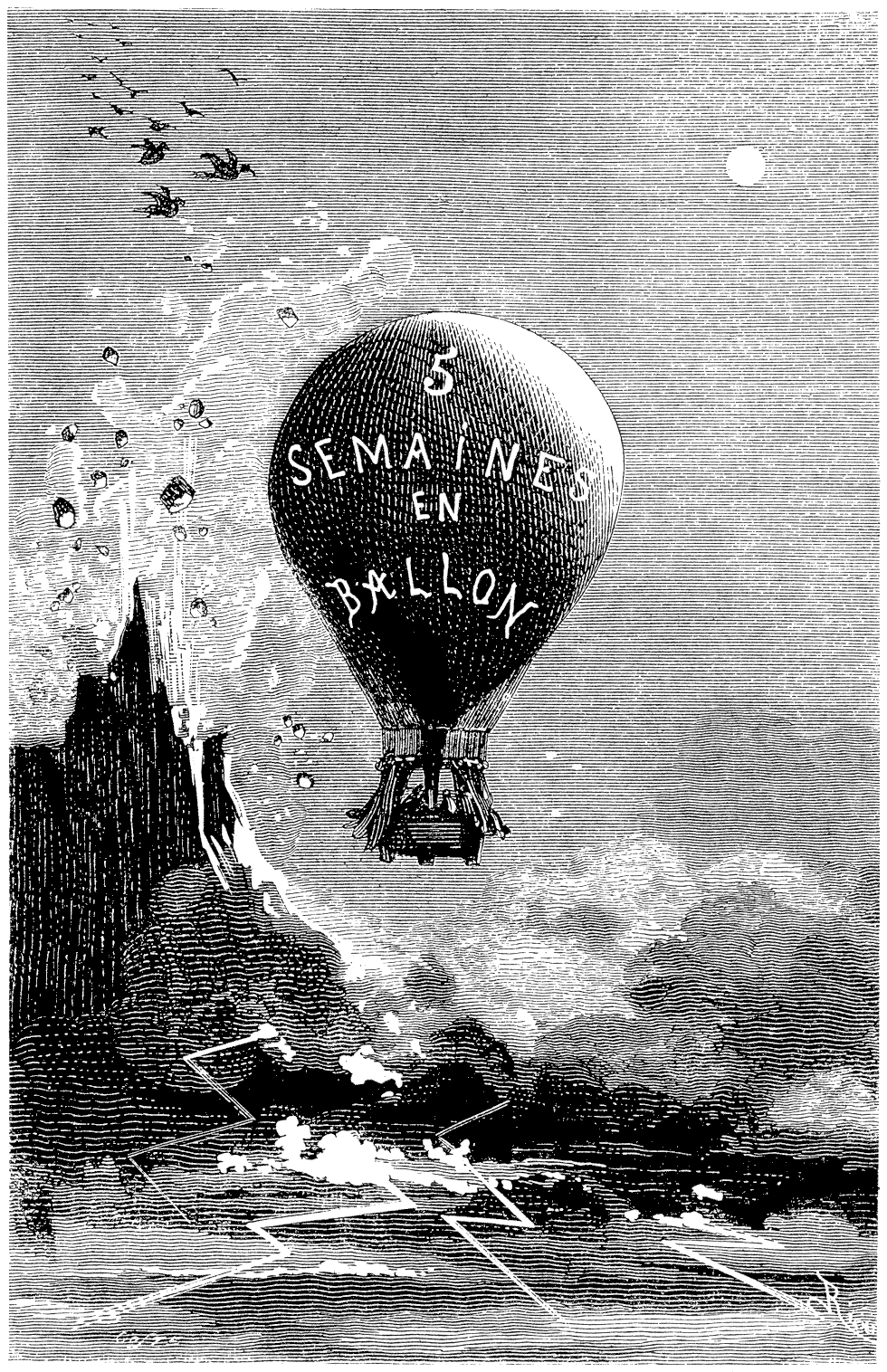
Cinq semaines en ballon (J. Hetzel & Cie, Paris 1863.

1862年：世界旅行者のサミュエル・ファーガソン博士は、気球を操縦可能にする問題を解決したと主張し、ロンドンの王立地理学会で騒動を引き起こした。
冒険家で地理学者のファーガソン博士は、何千年もの間謎に包まれてきたナイル川の水源の場所など、アフリカ内部の最後の謎を解き明かしたいと考えており、彼の忠実な従僕ジョーと彼のスコットランド人の友人ディック・ケネディ（大変な説得工作の末に参加するのを承諾）が、ファーガソンに同行することになる。
ガス気球には、気球内のガスを加熱して上昇させる装置が追加で装備されている。これは「強力なブンセンバッテリー」からエネルギーを引き出すものである。これが、航空の最終日でも十分な電力を供給できるかどうかは小説では問題にされていない。
気球内のガスが冷却されると気球が下降する。これにより、気球の放出が上昇と放出に変わる。下降への水素の流入は必要なく、ガスとバラストの供給を比較的一定に保つことができる。気球ビクトリア号の構造のもう1つの要素は、バルーンの二重エンベロープである。

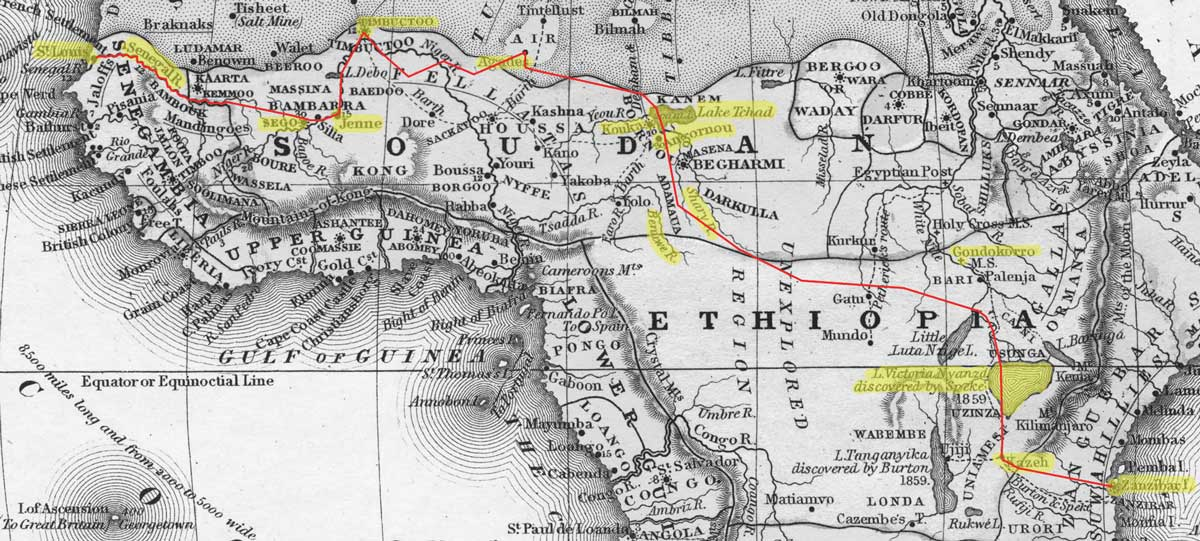
ビクトリア号の飛行ルート

打ち上げは1862年4月18日に行われる。多くの冒険と危険の中で、気球の飛行はザンジバル島沖のクンベニ島から始まり、アフリカを東から西に向かう。旅行者は、アフリカの発見の歴史と大陸の動植物の多様性について学ぶ。巧みに計画された旅程を通じて、探検家はビクトリア湖、ナイル川の水源、チャド湖、ボルヌ、サハラ砂漠、トンブクトゥ、ニジェール地域のジャングルを探索していく。
主人公たちは神と間違えられたり、象の牙が気球の錨ロープをつかんだためにそれに引っ張られ、フランス人宣教師を人食い人種から救ったりする。また喉の渇きで死にそうになったり、ハゲタカに襲われ、奴隷狩りに追われて撃たれたりする。

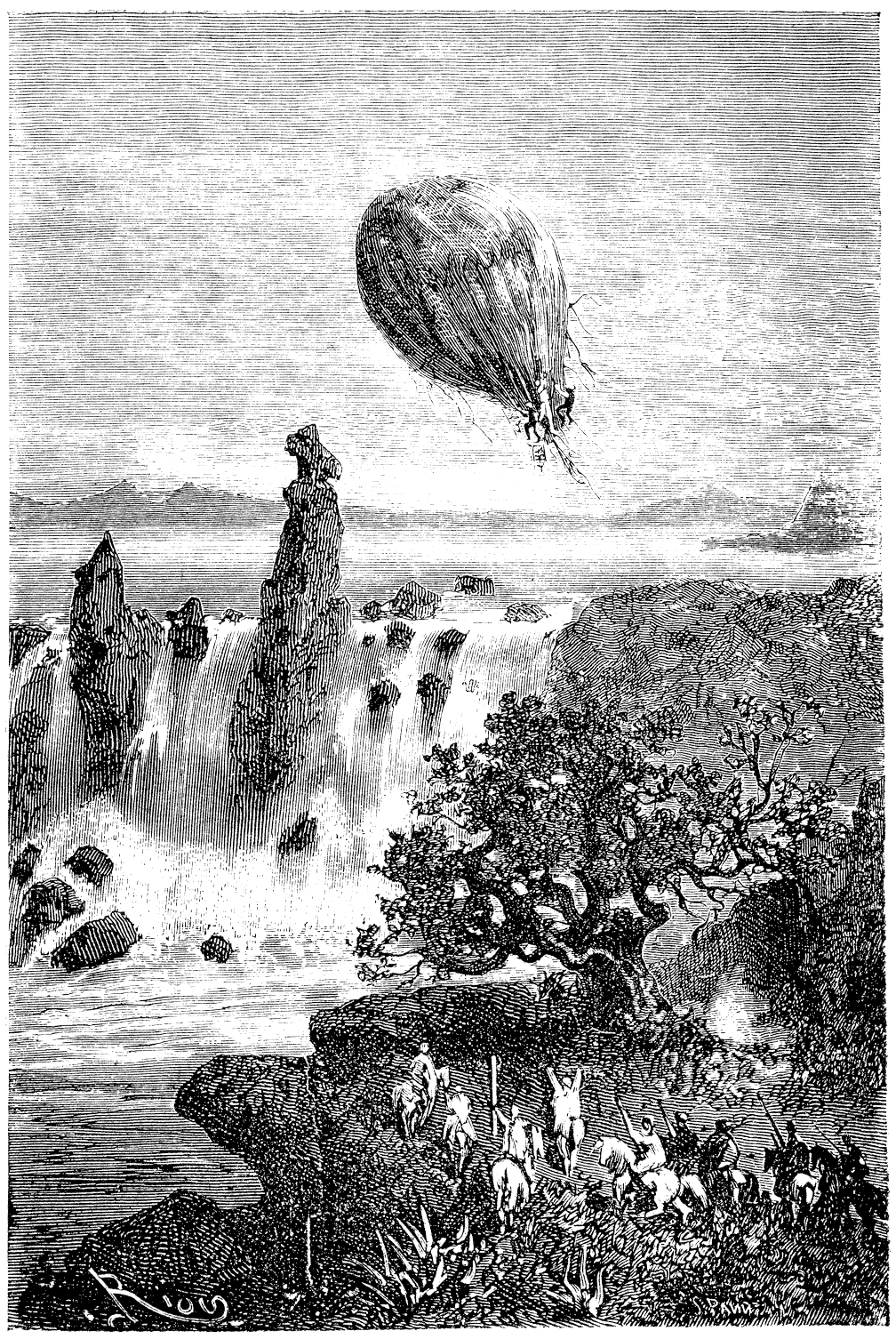
ビクトリア号は、グイナ滝からそれほど遠くないセネガルを横断する。

旅の間の最大高度は12,000フィートで、彼らは雷雨を眼下に見ることになる。地上に繋留中に、猛禽類によって損傷を受けて二重気球の外殻を取り除くことになる。ファーガソンは、二重船殻の建設に熱心に取り組む。これにより、外側の船体が使用できなくなっても、継続して移動することができるようになる。しかし、旅が進むにつれて、残った内殻は多孔質であることが判明する。旅が進むにつれて、彼らは気球を飛ばし続けるために、ますます多くの機器を落とさなければならなくなる。
徐々に、ジョー、ペミカンの供給、およびガス暖房システムによって収集された金鉱石は、深部に行き着く。バルーンバスケットも降ろされる。最後はビクトリア号は、グイナ滝からそれほど遠くないセネガルを横断する旅の最後のハードルをクリアするために、遠征隊員によって熱気球に変換される。しかし最後に、多くの苦難と冒険の後、彼らはついに1862年5月24日にアフリカの西海岸に到着するのだった。

## 登場人物

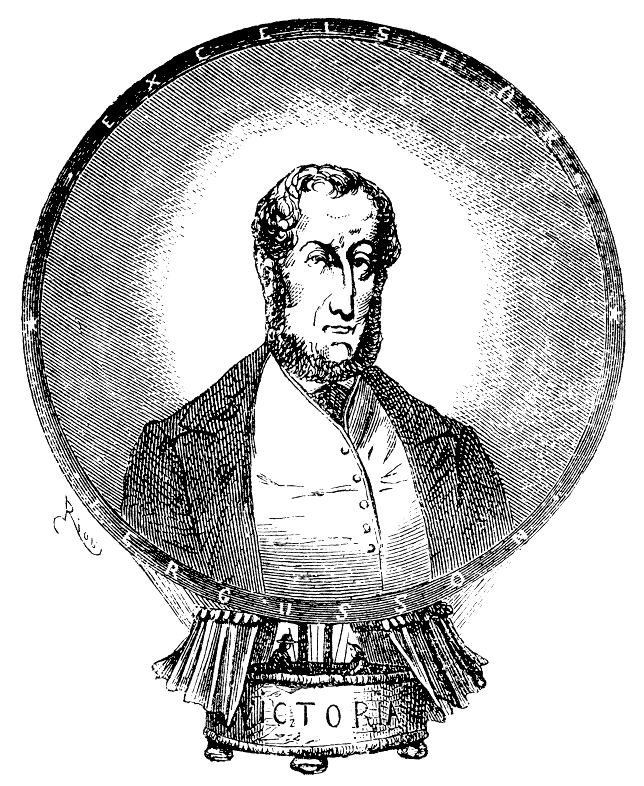
サミュエル・ファーガソン

- サミュエル・ファーガソン博士（Samuel Fergusson）：探検家にして発明家。自作の気球でナイルの源流を目指す。
- ディック・ケネディ（Dick Kennedy）：ファーガソンの親友でカービン銃の名手。
- ジョー（Joe / Joseph Wilson）：忠実で楽天家の従僕。

## 作品の成立史
ジュール・ヴェルヌは、ブルターニュの作家アルフレッド・ド・ブレア（1822-1866）を通じて、出版社のピエール＝ジュール・エッツェル（1814-1886）と面識を得る。ジュール・ヴェルヌは彼に2つの原稿を提示した。エッツェルは1859/1860年の秋から冬に書かれた「イングランド・スコットランド旅行」の原稿の出版を拒否した。その上で、1862年に書かれた2番目の原稿「Un Voyageen l'air」(大空の飛行)について、エッツェルはいくつかの変更を要求し、それはついに1863年1月31日に「Cinq semaines en ballon」と改題されて登場した。
1862年10月23日、ヴェルヌとエッツェルの間で最初の出版契約合意に至り、2,000部の発行部数を持つ彼のデビュー小説のためにヴェルヌに500フランが保証された。1863年には3,000部が販売され、ほぼ毎年、2つの版で1,000部が重版された。1865年12月5日にはエドゥアール・リウーによる最初の挿絵版が出版され、アンリ・ド・モントーも51枚の絵を描いた。その後1905年にジュール・ヴェルヌが亡くなるまで、挿絵のない版の総発行部数は76,000部に及んだ。「気球に乗って5週間」は、「八十日間世界一周」に次いで、ヴェルヌの2番目に成功した本になった。

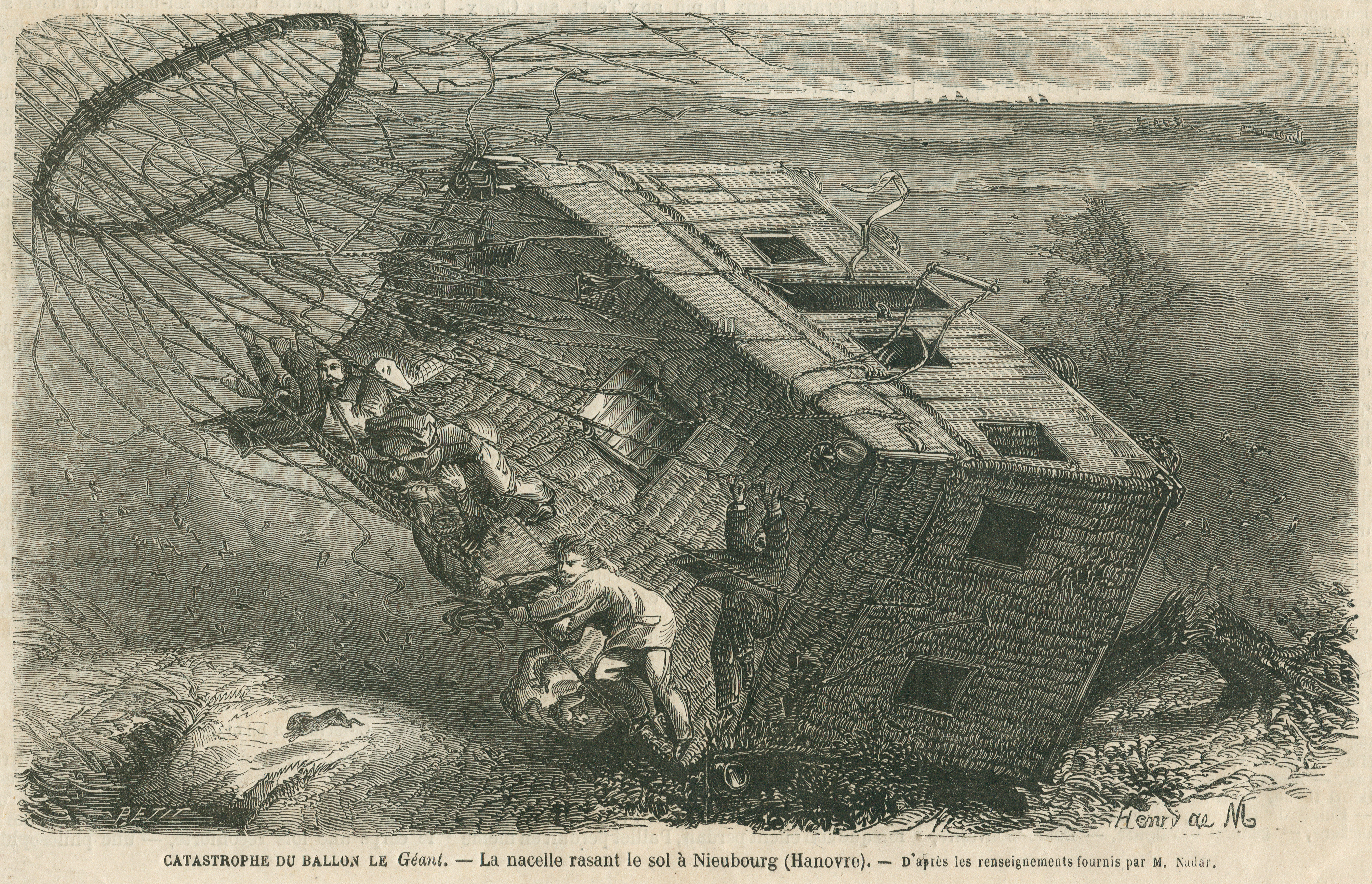
本作刊行後の1863年10月に行われたナダールの気球航空実験は失敗に終わった。

ヴェルヌは彼の物語の中で、航空技術とアフリカ大陸の探検における同時代のテーマを構築した。レーゲンスブルク大学教授のラルフ・ユンケル・ユルゲンは、イギリスのアフリカ探検家 ジョン・ハニング・スピークが、1862年に小説の筋書きと並行してナイル川の源流を発見するための遠征に出発していることを指摘し、「小説が出版されたとき、正確な情報は入手できなかったが、同じ年の後半に出版されたため、フィクションと現実が重なっていた。」と述べている。
フランスの劇場ディレクター兼ジャーナリストのフェリックス・デュケスネル（1832-1915）は、本作品の従僕ジョーのモデルになっている。

## 主な日本語訳
- 「亜非利加内地三十五日間空中旅行」、井上勤 訳、校訂：渡辺義方、絵入自由出版社、1883-84年
  - 復刻：平凡社、2013年　ISBN 978-4256902271
- 「空中旅行三十五日」、塩谷太郎 訳、偕成社（名作冒険全集36）、1958年
- 「アフリカ横断飛行」、亀山竜樹 訳、学習研究社（少年少女ベルヌ科学名作全集5）、1964年
- 「気球に乗って五週間」、手塚伸一 訳、「全集7」集英社コンパクト・ブックス、1968年
- 「アフリカ横断三十五日」、土居耕 訳、岩崎書店（ベルヌ冒険名作選集3）、1969年
- 「気球にのって五週間」、塚原亮一 訳、偕成社（ベルヌ名作全集15）、1969年
- 「気球旅行の五週間」、江口清 訳、パシフィカ、1979年
- 「気球に乗って五週間」、手塚伸一 訳、「ヴェルヌ・コレクション」集英社文庫、1993年、新版2009年

## 映画化作品
詳細は「気球船探険」の項を参照。